# Тамаш Шуйок
Тамаш Шуйок (угор. Sulyok Tamás; нар. 24 березня 1956, Кішкунфеледьгаза) — угорський юрист та політичний діяч, голова Конституційного суду. Президент Угорщини з 2024 року.

## Наукова кар'єра
У 1980 році він здобув ступінь юриста на факультеті держави і права Сегедського університету Йозефа Аттіли. Свою кар'єру розпочав судовим креслярем у Чонградському окружному суді. У 1982 році склав професійний юридичний іспит, після чого працював юрисконсультом до 1991 року. З 1991 по 1996 рік працював юристом в Sulyok–Japport, а з 1997 року в Sulyok and Ádám Law Office.
Між 1998 і 2002 роками він забезпечував юридичне представництво муніципалітету Сегед. До обрання конституційним суддею був юристом.
З 2000 по 2014 роки він був почесним консулом у Австрії. У 2004 році здобув кваліфікацію юриста-спеціаліста з європейського права в Інституті підвищення кваліфікації юристів Будапештського університету.
З вересня 2005 року як запрошений лектор викладає конституційне право, проводить семінар та факультативний коледж на юридичному факультеті Сегедського університету. У 2013 році він здобув ступінь доктора філософії в Університеті міста Сегед.

### Як конституційний суддя
Парламент обрав Тамаша Шуйока членом Конституційного суду 27 вересня 2014 року.
30 березня 2015 року повний склад Конституційного суду обрав його заступником голови колегії, починаючи з 1 квітня. З 22 квітня 2016 року, як наступник Барнабаса Ленковича, виконував президентські повноваження як заступник президента.
У листопаді 2016 року пресслужба парламенту повідомила, що спікер Ласло Кевер висунув Шуйока на посаду голови Конституційного суду 22 листопада 2016 року Національна асамблея обрала його на цю посаду на зборах.

### Як президент
Після відставки Каталін Новак, 22 лютого 2024 року лідер фракції Фідес-KDNP Мате Кочиш оголосив, що керівні партії висунуть його на посаду президента республіки. 26 лютого Національні збори обрали його президентом Угорської Республіки («за» — 134 голоси). 5 березня він офіційно склав присягу як президент.

## Область досліджень
Теми його досліджень — конституційне становище адвокатської професії в Угорщині, регулювання внутрішнього ринку Європейського співтовариства та відносини між адвокатськими службами.

## Особисте життя
Має двох дорослих дітей.